# Sala Oval Amarela

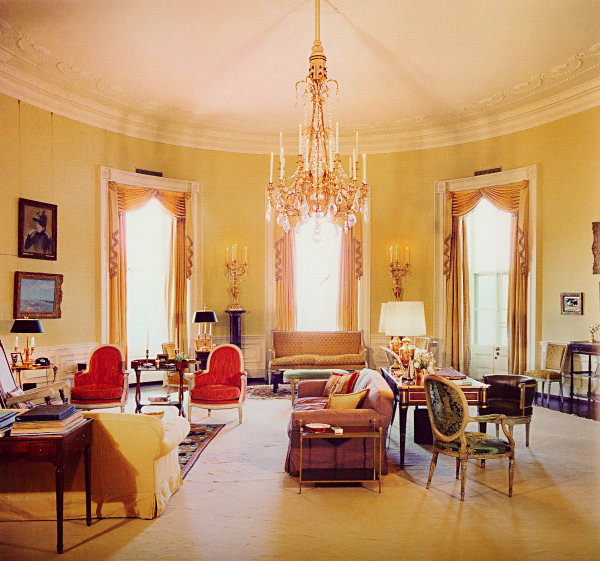
A Sala Oval Amarela durante o governo do Presidente John F. Kennedy, decorada por Sister Parish e Stéphane Boudin.

A Sala Oval Amarela (em inglês:  Yellow Oval Room) é uma sala oval do segundo andar da Casa Branca. Foi usada primeiramente como sala de desenho e na administração de John Adams foi biblioteca, escritório e sala de estar da família. A sala tem uma porta que conduz ao quarto do Presidente e outra a Varanda Truman. Hoje, a Sala Oval Amarela é usada para receber chefes de estado em visita antes de usarem a Sala de Jantar de Estado. 
As três grandes janelas oferecem uma vista do Gramado Sul e do President's Park. 

## História

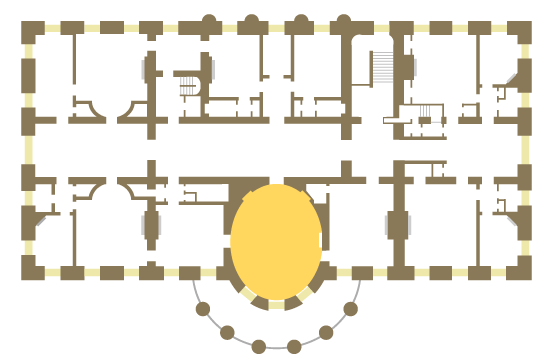
Localização da Sala Oval Amarela na Casa Branca.

Em 1 de janeiro de 1801, mesmo antes de concluir a construção da sala, John Adams realizou a primeira recepção nesta sala, que ficou conhecida como Sala Oval do Andar Superior. Dolley Madison decorou a sala de amarelo damasco em 1809. 
Em 1851, Abigail Fillmore recebeu autorização do Congresso para transformar a sala em biblioteca. A família de Benjamin Harrison continuou a utilizar esta sala como biblioteca e em 1889 colocou na sala a primeira Árvore de Natal da Casa Branca. 
Franklin Roosevelt converteu a sala em sala de estudo e nesta sala recebeu as notícias do ataque a Pearl Harbor durante a Segunda Guerra Mundial. Harry Truman continuou a usar esta sala como sala de estudo e acrescentou a Varanda Truman na Fachada Sul em 1948. Após a reconstrução de Truman a sala foi decorada pela B. Altman and Company com a restauração do mobiliário original. 
Mais tarde, os presidentes passaram a usar esta sala para recepções. 